# Локомотив (стадион, Саратов)
«Локомоти́в» — стадион в Саратове, домашняя арена футбольного клуба «Сокол».

## Описание стадиона

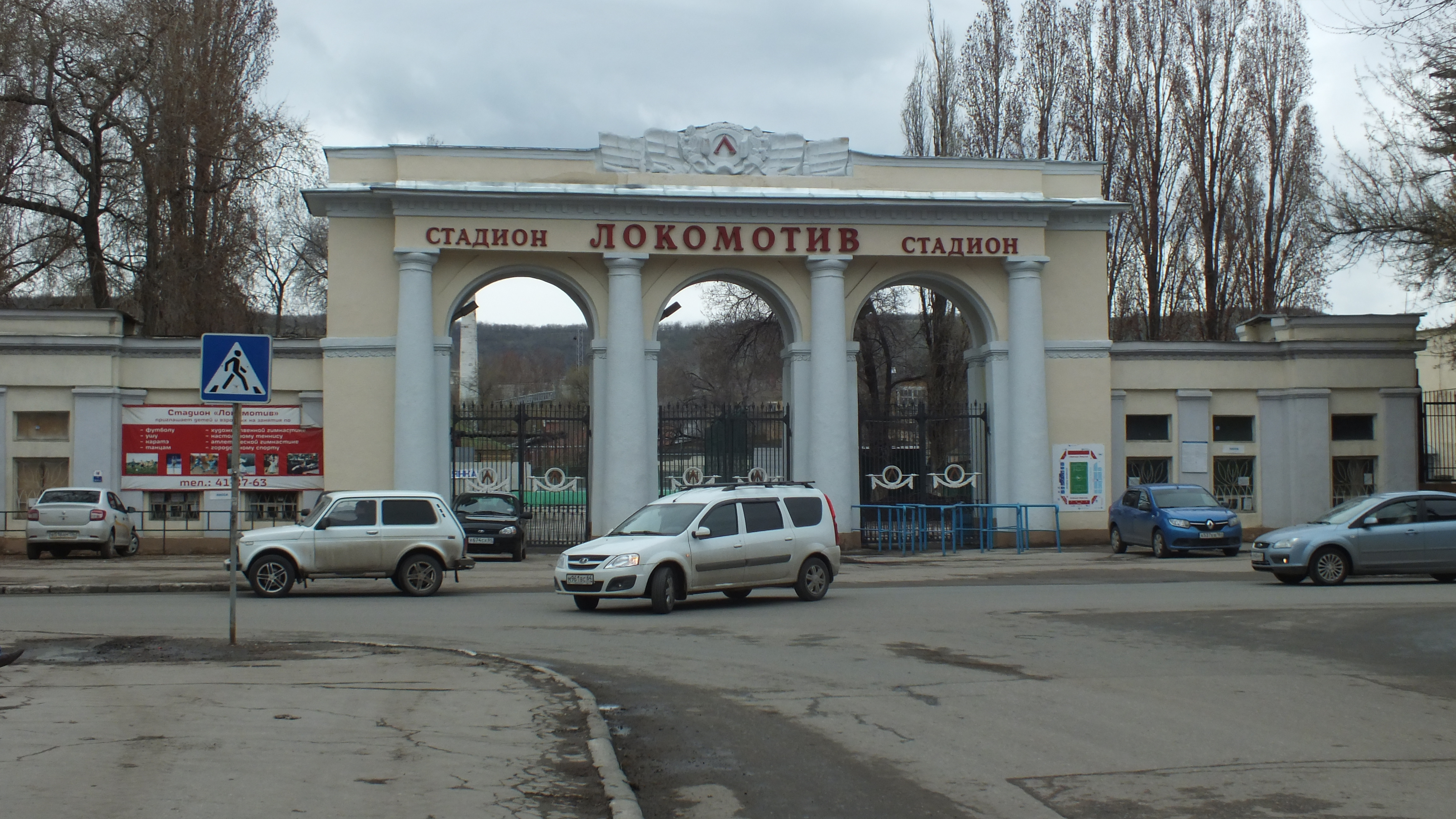
Вход на стадион со стороны Аткарской улицы, вид с улицы Слонова.

Кроме футбольного поля на стадионе есть беговые дорожки, теннисный корт, площадка для городошного спорта. Покрытие футбольного поля искусственное, есть подогрев поля. Трибуны оборудованы индивидуальными пластиковыми сиденьями, есть VIP-ложа, комментаторские кабины, пресс-центр. С ноября 2011 года по март 2012 года на стадионе было установлено новое электронное табло 11,7х7,2м.

## История
В 1889 году на месте нынешнего стадиона был построен ипподром, который уже в 1915 году был перенесён в другое место. Первая идея построить на этом месте стадион появилась в 30-е годы XX века в обществе «Медик». В обществе уже была начата работа над проектом стадиона, но реализации планов помешало начало Великой Отечественной войны.
В 1956 году местная футбольная команда была передана Приволжской Железной Дороге, в связи с чем снова был поднят вопрос о строительстве стадиона на месте старого ипподрома. В послевоенных условиях строительство стадиона получило скромное финансирование, вследствие чего основой для строительства стадиона стала «ваза» из насыпного грунта, на которой монтировались железобетонные конструкции трибун. Из-за данных особенностей конструкции из подтрибунных помещений на стадионе были только раздевалки.
Строительство стадиона было завершено в 1962 году. В 1967 году был поставлен рекорд посещаемости стадиона: в мае на стадии 1/16 финала Кубка СССР за двумя играми с московским «Спартаком» наблюдало по 35 тысяч зрителей.
К концу 70-х годов дало о себе знать проектное решение с грунтовой «вазой» — началась деформация конструкций стадиона, вызванная вымыванием песка из-под трибун. На стадионе началась полная замена сооружений, завершить которую «помогли» два юбилея: 400-летие Саратова (1990 год) и 200-летие Саратовской области (1997 год). В результате этой реконструкции серьёзно снизилась вместимость стадиона.
В 2008 представители владельца стадиона (ОАО «РЖД») заявили об убыточности содержания стадиона и возможной его продаже. Тогда же появилась информация о возможной продаже земли стадиона под застройку. С предложением о передаче стадиона в собственность государства к филиалу ОАО «РЖД» — Приволжской железной дороге — обратился губернатор Саратовской области Павел Ипатов. В 2010 году стадион был выкуплен Правительством Саратовской области и началась новая реконструкция: на футбольном поле было уложено искусственное покрытие с подогревом, установлено новое электронное табло. В рамках подготовки к проведению в Саратове «XI Всероссийских летних сельских игр» на футбольном поле было обновлено искусственное покрытие, обновлены беговые дорожки, оборудована площадка для городошного спорта, а также площадка для сдачи норм ГТО.